# Pete Kircher
Pete Kircher (n. 21 de enero de 1945, Folkestone, Kent, Inglaterra) es un músico inglés conocido mayormente por haber sido baterista de la banda Status Quo, entre los años 1982 a 1985. Anterior a ello, cumplió la misma labor en las agrupaciones The Burnettes y Shanghái, sin embargo, se hizo conocido en el Reino Unido como miembro de Honeybus a finales de los sesenta y principios de los setenta.

## Biografía

### Inicios
Comenzó su carrera a principios de los sesenta como baterista de la banda The Burnettes, integrada además por Neil Landon y por Noel Redding, este último conocido más tarde por ser el bajista de Jimmi Hendrix. En 1967 se unió a Honeybus, conocidos por ser una las pocas bandas británicas one hit wonders de los sesenta, y cuyo paso duró hasta 1973 cuando el grupo se disolvió.
Más tarde integró el grupo Shanghái, con los cuales grabó dos álbumes de estudio publicados en 1974 y 1976. En esta última producción, Shanghái abrió los conciertos de Status Quo durante la gira promocional de Blue for You, que fue el primer encuentro con sus futuros compañeros de banda. Adicional a ello, comenzó una carrera como músico de sesión, cuya principal colaboración fue en el disco The World's Not Big Enough de John Du Cann, donde compartió además con Francis Rossi y Andy Bown.

### Años posteriores
En 1979 fue convocado por los británicos Liverpool Express, para participar en la grabación de su tercera producción, L.E.X.. Además y en el mismo año, se unió a Original Mirrors, una agrupación de new wave que solo publicó dos discos. Ya a fines de 1981, ingresó a Status Quo como reemplazo de John Coghlan que había renunciado solo semanas antes de la grabación de un nuevo trabajo de estudio. En el grupo londinense grabó 1+9+8+2 y Back to Back, y participó en la grabación del directo Live at the N.E.C. lanzado en 1984. Al año siguiente se retiró de la banda, después que se tomaron un receso de par de meses.
Actualmente Kircher está retirado de la música, y durante una entrevista en un programa de televisión de los Países Bajos informó que ahora es rotulista, carrera que obtuvo en la escuela.

## Discografía
| - 1970: Story - 1979: L.E.X. - 1980: Original Mirrors - 1981: Heart, Twang & Raw Beat | - 1982: 1+9+8+2 - 1983: Back to Back - 1984: Live at the N.E.C. (en vivo) |